# Saint-Martin-Valmeroux
Saint-Martin-Valmeroux es una población y comuna francesa, situada en la región de Auvernia, departamento de Cantal, en el distrito de Mauriac y cantón de Salers.

## Demografía
| 1157 | 1145 | 1099 | 1009 | 1012 | 911 |
| Para los censos de 1962 a 1999 la población legal corresponde a la población sin duplicidades (Fuente: INSEE [Consultar]) |      |      |      |      |     |